# Саннохе (Аоморі)

40°22′42″ пн. ш. 141°15′31″ сх. д. / 40.37833° пн. ш. 141.25861° сх. д.
Саннохе́ (яп. 三戸町, さんのへまち, МФА: [sannohe mat͡ɕi̥]) — містечко в Японії, в повіті Саннохе префектури Аоморі. Станом на 1 жовтня 2007 площа містечка становила 151,55 км². Станом на 1 липня 2008 населення містечка становило 11 616 осіб.